# Eirik Johan Kristoffersen

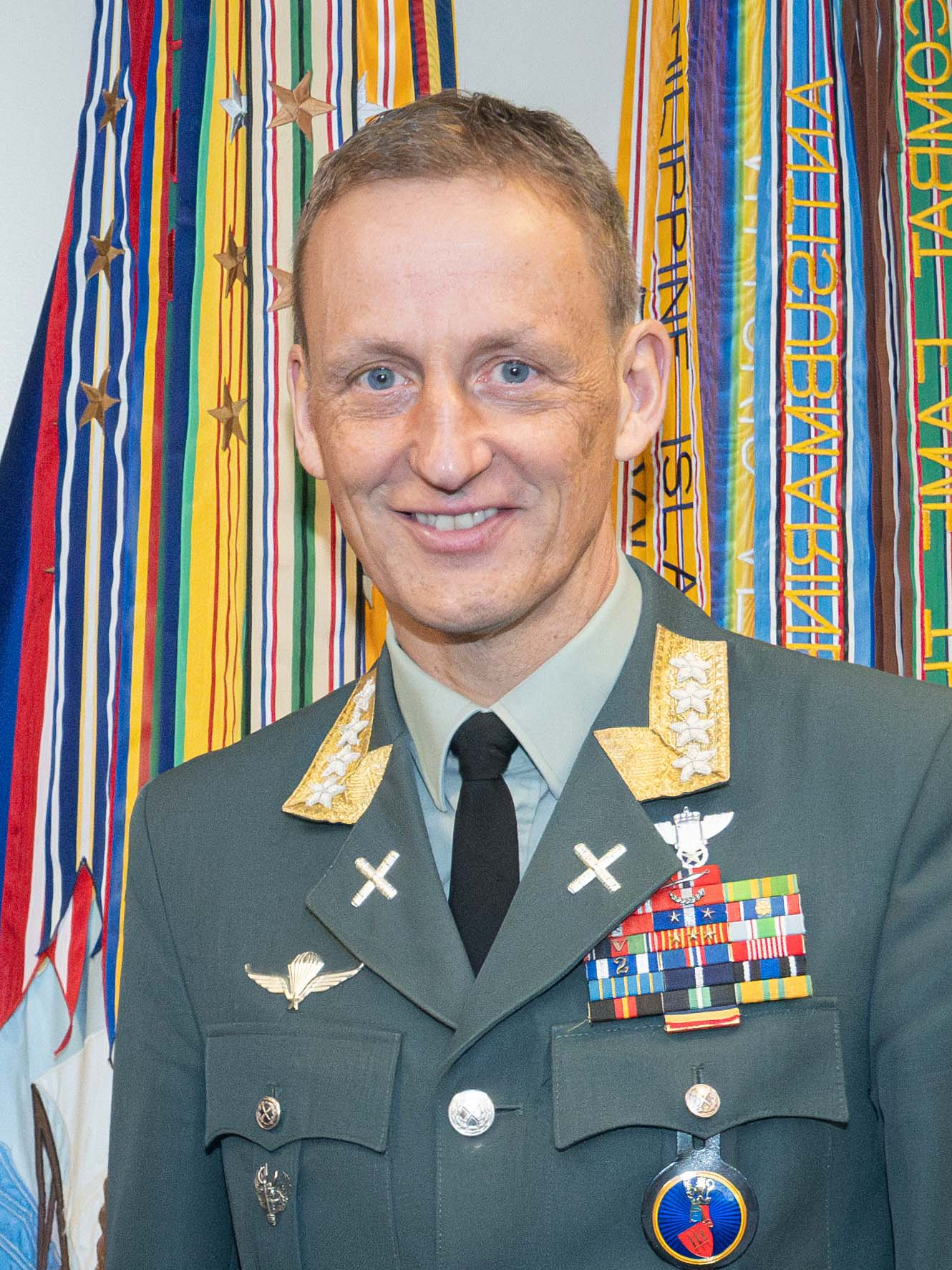
Eirik Kristoffersen (2024)

Eirik Johan Kristoffersen (* 3. April 1969 in Bjerkvik, Gemeinde Narvik) ist ein General des Königlich Norwegischen Heeres, Den Norske Hær. Er ist seit 17. August 2020 Befehlshaber der norwegischen Streitkräfte.

## Militärische Laufbahn

### Ausbildung und erste Verwendungen
Kristoffersen trat im Juli 1988 in das Königlich Norwegische Heer ein und wurde bis 1989 an der Hærens våpenskole, der Heereswaffenschule in Østerdal zum Pionierfeldwebel ausgebildet. Von 1989 bis 1990 wurde er im Ingeniørbataljonen, dem Pionierbataillon in Skjold als Pionierfeldwebel eingesetzt. Im Jahr 1991 wechselte er in die Offizierslaufbahn. Von 1991 bis 1992 war Kristoffersen als Leutnant und Gruppenführer im Pionierzug des NORBATT (Norwegian Battalion) bei UNIFIL im Libanon in seinem ersten Auslandseinsatz. Von 1992 bis 1995 besuchte er die Krigsskolen,die Offiziersschule des Heeres in Oslo. Von 1995 bis 1996 wurde Kristoffersen, mittlerweile zum Oberleutnant befördert, als Fernmeldeoffizier in der Fernspähkompanie der Brigade Nord verwendet. Es folgten verschiedene Verwendungen im Aufklärungsbataillons der 6. Division: von 1996 bis 1997 als stellvertretender Einsatzoffizier des Bataillons, von 1997 bis 1998 als Zugführer in der Fernspähkompanie, und von 1998 bis 1999 erst als stellvertretender Kompaniechef, schließlich von 1999 bis 2000 als Kompaniechef der Fernspähkompanie (im temporären Dienstgrad Hauptmann). Im Jahr 2000 wurde Kristoffersen zum Forsvarets spesialkommando, der Spezialeinheit des Norwegischen Heeres versetzt und zum Kommandosoldaten ausgebildet. Es folgten zwei weitere Verwendungen in dieser Einheit: von 2002 bis 2005 als Kompaniechef und von 2005 bis 2008 als Einsatzoffizier des Kommandos, im Dienstgrad Major.

### Dienst als Stabsoffizier
Von 2008 bis 2009 nahm Kristoffersen am Marine Corps Command and Staff College in Quantico, Virginia (USA) an der Generalstabsausbildung teil. Nach Abschluss dieser Ausbildung war Oberstleutnant Kristoffersen bis 2010 stellvertretender Kommandeur des Forsvarets spesialkommando. Es folgten vier Jahre als Kommandeur des Kommandos. In seiner Dienstzeit im Forsvarets spesialkommando war Kristoffersen insgesamt fünfmal im Afghanistankrieg im Einsatz. Er erhielt dafür als einer von nur acht Trägern nach dem Zweiten Weltkrieg die höchste norwegische Tapferkeitsauszeichnung. Von 2014 bis 2015 war Oberst Kristoffersen Lehrgangsteilnehmer am US-Army Command and General Staff College in Fort Leavenworth, Kansas.

### Dienst als General
Nach seiner Rückkehr nach Norwegen wurde Kristoffersen zum Brigadegeneral ernannt und bis 2017 als stellvertretender Kommandeur des Forsvarets spesialstyrker, dem Kommando Spezialkräfte der Verteidigung, eingesetzt. Dieses führt neben der Spezialeinheit des norwegischen Heeres auch das Marinejegerkommandoen, eine seit 1953 bestehende Spezialeinheit der norwegischen Marine. Es folgte 2017 eine einjährige Stabsverwendung als Chef der Stabsabteilungen J5 Planung von Operationen, J7 Ausbildung und J9 Zivil-militärische Zusammenarbeit im Forsvarets operative hovedkvarter, dem norwegischen gemeinsamen Streitkräfteführungskommando in Reitan (Gemeinde Bodø). Von 2017 bis 2019 war Kristoffersen, unter Beförderung zum Generalmajor Sjef Heimevernet, der Kommandeur der norwegischen Heimwehr. Von 2019 bis 2020 war er der Generalinspekteur für das Heer. Seit 17. August 2020 ist er, als Nachfolger von Admiral Haakon Bruun-Hanssen, Befehlshaber der norwegischen Streitkräfte. Auf diesem Dienstposten wurde er, unter Überspringen eines Dienstgrads, zum General befördert. Zum 1. Januar 2023 betrug der Jahreslohn von Kristoffersen 1.854.502 Kronen.

### Auszeichnungen
- Krigskorset med sverd
- Forsvarets hederskors
- Forsvarsmedaljen med laurbærgren
- Heimevernets fortjenstmedalje
- Forsvarsmedaljen med stjerne
- Forsvarets INTOPS-medalje med to stjerner
- Forsvarets innsatsmedalje med rosett
- Forsvarets operasjonsmedalje Afghanistan V
- Hærens vernedyktighets-medalje med tre stjerner
- UN-Medaille (UNIFIL)
- NATO-Medaille (ISAF)
- Det frivillige Skyttervesens hederstegn
- Hjemmeværnets fortjensttegn
- Hemvärnets kungliga förtjänstmedalj i gull
- Ehrenkreuz der Bundeswehr in Gold
- Ehrenmedaille der Lettischen Spezialkräfte
- Brigadeveteranforbundets hederstegn
- Forsvarets medalje for skyting
- Forsvarets medalje for feltsport
- Vierdaagsekruis
- Presidential Unit Citation

## Familie
Kristoffersens Bruder Frode Arnfinn Kristoffersen (* 1971) ist Brigadegeneral im norwegischen Heer. Er hat unter anderem in Bosnien und Afghanistan gedient.